# 화약탑

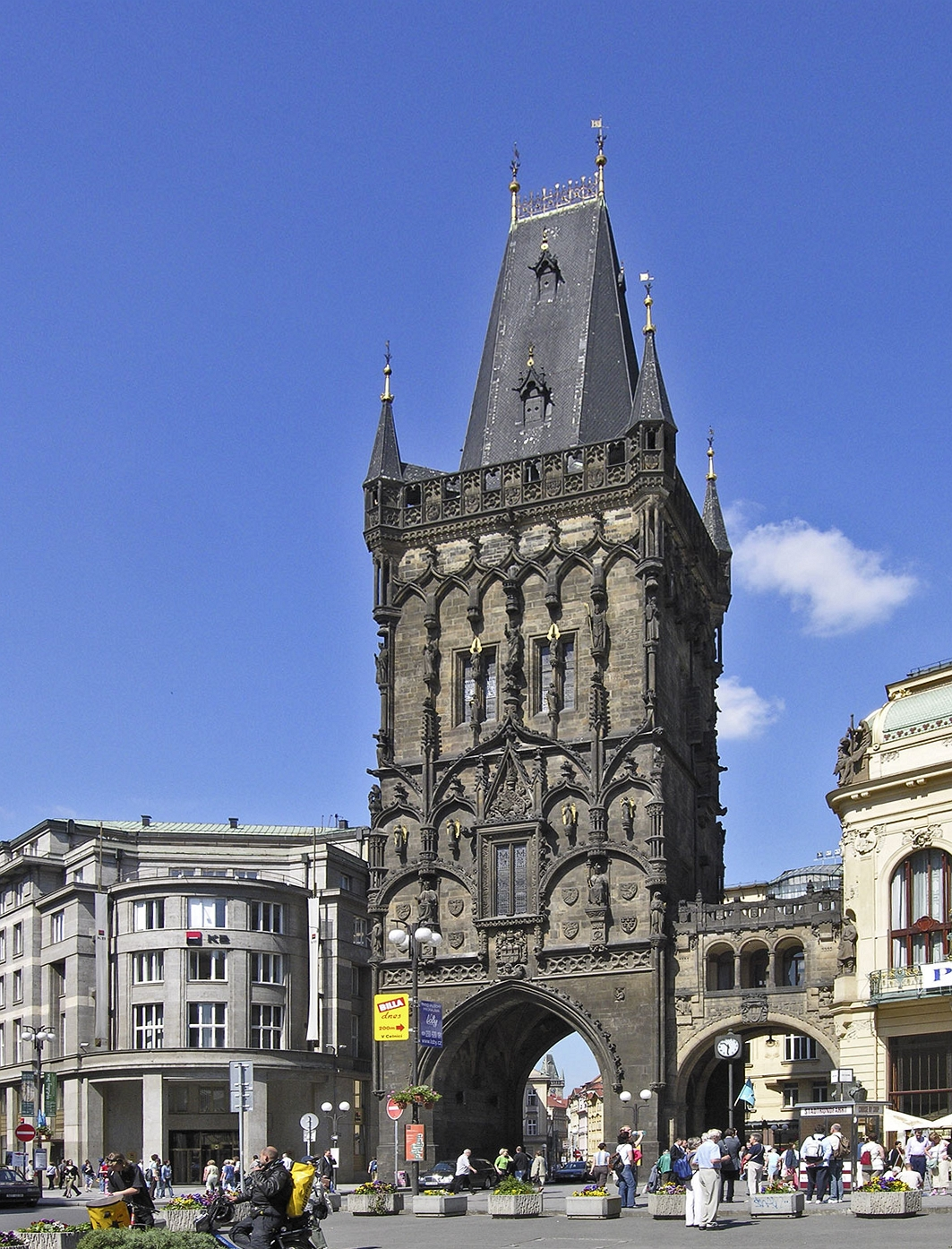
화약탑

화약탑(火藥塔, 체코어: Prašná brána)은 체코 프라하의 성문이자 탑으로, 구시가지와 신시가지를 나눈다.
얀 후스의 종교개혁 시대에 구시가를 둘러싸고 있는 8개의 탑 가운데 하나다. 1757년 프로이센 군대가 프라하를 포위하여 공격할 때 크게 파괴되었고, 후에 오늘날의 유사 고딕 양식으로 재건되었다. 18세기초 이 탑안에 화약을 넣어두었다고 하여 화약탑이라는 이름이 붙여졌다. 이 탑의 오른편에 구시가의 왕의 궁전이 있는데 이 곳은 후스주의 최초이자 최후의 왕 이르지 스 포데브라트가 거주했던 궁전으로, 후스는 이 곳에서 자신이 이단이라고 주장하는 자들에게 증거를 제시하라는 성명서를 붙여 유명해졌다.